# Calamaria lowii
Calamaria lowii este o specie de șerpi din genul Calamaria, familia Colubridae.

## Subspecii
Această specie cuprinde următoarele subspecii:
- C. l. gimletti
- C. l. lowii